# Narval
Narvalul (denumire latină: Monodon monoceros) este un cetaceu cu dinți ce face parte din familia Monodontidae alături de belugă. Narvalii trăiesc pe tot parcursul anului în Oceanul Arctic. Aceștia au fost descoperiți prima dată în apele din nordul Canadei și ale Groenlandei, în sud la 65°N latitudine.

## Descriere
Dintele proeminent al narvalului a fost cel care a dat naștere în vremurile medievale legendei inorogului. Acest dinte incisiv superior atinge o lungime medie de doi metri și poate cântări până la 10 kilograme. Asemenea coarnelor cerbului, acest dinte pare a fi o caracteristică sexuală secundară pentru masculi, folosită pentru a-și impune rangul și poate ca armă. Narvalii de sex feminin nu prezintă această caracteristică.

## Mediul
Narvalii trăiesc în ape arctice și sub-arctice și de obicei sunt întâlniți în apropierea ghețarilor, par să se deplaseze în grupuri de doi până la zece indivizi, separați în funcție de vârstă și sex. Masculii pot fi văzuți duelându-se la suprafață folosind incisivul alungit.
Femelele dau naștere unui singur pui, la fiecare doi până la trei ani.
Regimul alimentar al narvalului este foarte variat, consumând creveți, cefalopode, pești care înoată în bancuri, precum codul, și diverși pești ce trăiesc in proximitatea fundului oceanului, precum cambula.